# برشينغ
برشينغ (بالألمانية: Berching) هي بلدة ألمانية تقع في ألمانيا في مقاطعة نويماركت إن دير أوبربفالتز ‏. يقدر عدد سكانها بـ 8,714 نسمة .

## أعلام
- كريستوف فيليبالد غلوك